# Palibythus magnificus
Palibythus magnificus is een tienpotigensoort uit de familie van de Palinuridae. De wetenschappelijke naam van de soort is voor het eerst geldig gepubliceerd in 1990 door Davie.